# Kangping
För andra betydelser, se Kangping (olika betydelser).
Kangping är ett härad i Liaoning-provinsen som lyder under Shenyangs stad på prefekturnivå.